# Boris Christow

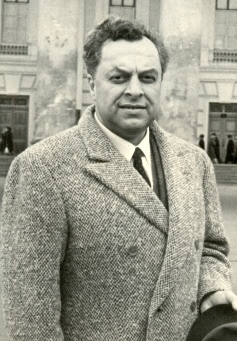
Boris Christow

Boris Christow, auch Boris Christoff, bulgarisch Борис Христов (* 18. Mai 1914 in Plowdiw, Bulgarien; † 28. Juni 1993 in Rom, Italien) war ein bulgarischer Opern- und Liedsänger (Bass), der den größten Teil seiner Karriere in Italien verbrachte und als Interpret von Werken Modest Mussorgskis und Giuseppe Verdis bekannt wurde.

## Leben
Boris Christow wurde in dem Haus der Familie von Sowitschanow in Plowdiw geboren, wo sein Vater zu diesem Zeitpunkt als Lehrer tätig war. Seine Familie stammt jedoch aus Bitola in Makedonien (siehe Makedonische Bulgaren). Als Knabe sang Boris Christow im Chor der Alexander-Newski-Kathedrale zu Sofia. Obwohl er ein Jura-Studium absolviert und Gesang nur nebenbei praktiziert hatte, wurde ihm 1942 ein Stipendium angeboten. Er nahm es an und zog im gleichen Jahr nach Italien, um dort Gesang v. a. beim bekannten Bariton Riccardo Stracciari (1875–1955) zu studieren. Christows offizielles Debüt fand 1946 im Theater Reggio Calabria als Colline in La Bohème statt. Sein künstlerischer Durchbruch folgte ein Jahr später in der Oper von Rom mit der Rolle des Pimen in „Boris Godunow“ von Modest Mussorgski. Kurze Zeit darauf gastierte er am Teatro La Fenice in Venedig in der Rolle des Gurnemanz in Richard Wagners „Parsifal“ und dann im September 1947 in der Mailänder Scala als Pimen, neben Tancredi Pasero (1893–1983) in der Titelrolle. Als er dann 1949 die Titelrolle übernahm, wurde das seine Glanzrolle für die nächsten Jahre. Am 19. Oktober 1949 debütierte er an der Covent Garden Opera in London.
In den 1950er und 1960er Jahren erreichte er den Höhepunkt seiner Karriere. Den größten Erfolg seiner künstlerischen Laufbahn konnte Boris Christow 1958 als König Philipp unter der musikalischen Leitung von Carlo Maria Giulini (1914–2005) an der Covent Garden Opera feiern. Als König Philipp kehrte Boris Christow dann 1960 an die Mailänder Scala zurück. Jedoch erkrankte er 1964 an einem Gehirntumor und er musste sich einer schweren Operation unterziehen. Bereits im Folgejahr, mit fast übermenschlicher Energie, kehrte er auf die Bühne zurück. Er nahm an der Londoner Covent Garden Opera seine Sängerkarriere wieder auf, die er in den 1970er Jahren nur schrittweise abbaute. In dieser Zeit sang er unter anderem den Gurnemanz im Parsifal auf Italienisch und nahm zweimal den Boris Godunow auf, wobei er die drei Partien des Boris, des Pimen und des Warlaam sehr differenziert interpretierte. Einer seiner Repertoireschwerpunkte waren Lieder russischer Komponisten wie Peter Tschaikowski, Michail Glinka, Alexander Borodin und besonders Modest Mussorgski, die er vollständig für EMI aufgenommen hatte.
Boris Christow war der erste einer Reihe international gefragter bulgarischer Bässe; auf ihn folgten u. a. Nikolaj Gjaurow (dessen Laufbahn und Repertoire Ähnlichkeiten mit den seinen aufweisen), Dimitar Petkow, Nikola Gjusselew, Sabin Markow und Anton Djakow.
Von den 120 Rollen die zu Boris Christows Repertoire zählten sang er allein den Boris Godunow um die 600 Mal. Des Weiteren gehörten der Mephisto im „Faust“ von Charles Gounod und der König Philipp in Giuseppe Verdis „Don Carlos“ zu seinen Glanzrollen. Am 22. Juni 1986 gab er an der Bulgarischen Akademie in Rom sein Abschiedskonzert. Christow verstarb am 23. Juni 1993 in Rom.

## Ehrungen
1969 wurde Christow mit dem Léonie-Sonning-Musikpreis ausgezeichnet. In der Hauptstadt Sofia wurde ein Musikzentrum nach ihm benannt, das vom bulgarischen Staat mit dem Europäischen Kulturerbe-Siegel ausgezeichnet worden ist. Seit 2004 ist er Namensgeber für das Christow-Kliff in der Antarktis.